# Hôtel Chabrol de Carpentras
L'Hôtel de Chabrol, est un bâtiment à Carpentras, dans le département de Vaucluse. 

## Histoire
L'hôtel est inscrit au titre des monuments historiques depuis le 28 octobre 1949.